# عسويليات
عِسوْيليات أو فصيلة يوريتوميدي (الاسم العلمي: Eurytomidae)، هي فصيلة حشرات من رتبة غشائيات الأجنحة. أنواعها 1420 ضمن 85 جنسًا.